# Dům Mona Lisa
Dům Mona Lisa stojí v městské památkové zóně Karlových Varů na nábřeží Jana Palacha 1211/34. Stejně jako sousední dům Am Lido byl postaven karlovarským stavitelem Josefem Waldertem v letech 1911–1912. Fasády obou budov jsou zrcadlově orientované, řešené v duchu pozdní secese.
Dům byl prohlášen kulturní památkou, památkově chráněn je od 9. dubna 2001, rejstř. č. ÚSKP 50859/4-5235.

## Historie
Oba domy, Mona Lisa i Am Lido, byly postaveny v letech 1911–1912 na nábřeží císařovny Alžběty, dnes nábřeží Jana Palacha, karlovarským městským stavitelem Josefem Waldertem. Stavitel Waldert je postavil ve své režii a pravděpodobně byl též autorem obou projektů. Budovy byly zřízeny jako domy obytné za účelem pronajímání. První byl postaven dům Mona Lisa, dokončený v červenci roku 1912.

## Ze současnosti
V roce 2014 byl dům uveden v Programu regenerace Městské památkové zóny Karlovy Vary 2014–2024 v části II. (tabulková část 1–5 Přehledy) v seznamu nemovitých kulturních památek na území MPZ Karlovy Vary a jejich aktuální stav jako vyhovující.
V současnosti (srpen 2021) je evidován jako bytový dům ve vlastnictví SVJ.

## Popis
Dům Mona Lisa se nachází na nároží ulice Karla Čapka a nábřeží Jana Palacha. Fasáda, zrcadlově orientovaná se sousedním domem Am Lido, je řešená v duchu pozdní secese s geometrickým dekorem a hrubou strukturou na tektonických článcích.
Jedná se o čtyřpodlažní rohový dům s obytnou mansardou a sklepní částí. Na nároží vyčnívá tříosý půlkruhový arkýř zakončený kruhovou věžicí se třemi okny, nad profilovanou římsou se zvoncovým zastřešením. Devítiosé vstupní průčelí je orientováno do nábřeží Jana Palacha, vstup je umístěn ve třetí ose zleva. Vchodové dveře jsou novodobé s dřevěnými zvlněnými rámy, prosklené. Sokl je proveden z hrubé omítky a má obdélná sklepní okénka s hladkým lemem. Přízemí je členěno pásovou bosáží též z hrubé omítky, se zvýrazněnými spárami. Okna jsou obdélná, ve spodní části dvoukřídlá, s odděleným horním křídlem a s dalším členěním lištami.
Na obou uličních průčelích domu vystupuje arkýř, ve druhém až čtvrtém podlaží po obou stranách s balkóny, nahoře ukončený širokým segmentovým štítem. Boční průčelí je stejné jako čelní, zrcadlově otočené, bez vstupu. Členění fasád je zvýrazněno rámováním, římsami, strukturou povrchu či štukovými ozdobami – např. ženskými hlavami ve spodním čele nárožního arkýře nebo uprostřed mansardové vestavby, stylizovanými květy ve čtvercích, pásy konvalinek, perlovců apod. Další výzdobou jsou kovaná zábradlí balkónů spolu s výlisky (girlandy, terče).